# Милья, Хосе
Хосе Милья и Видарре известный также, как Пепе Милья (исп. José Milla y Vidaurre; 4 августа 1822, г. Гватемала, Первая Мексиканская империя — 30 сентября 1882, там же) — гватемальский писатель

, редактор, государственный деятель, дипломат, министр иностранных дел Республики Гватемала (1847—1851). Считается отцом гватемальского романа.

## Биография
Родился в семье Хосе Хусто де ла Милла-и-Пинеда — Верховного правителя штата Гондурас в составе Соединённых провинций Центральной Америки. Рос в период государственной нестабильности и хаоса, вызванных борьбойы между либералами и консерваторами в Гватемале.
Изучал право в университете Сан-Карлос-Борромео.
Придерживался консервативных взглядов, работал на государственной службе при консервативных правительствах. Был сотрудником Министерства иностранных дел, помощником генерального секретаря правительства Гватемалы.
Министр иностранных дел Гватемалы в 1847—1851 годах. В 1856—1858 годах работал послом Гватемалы в США.
Побывал в ряде европейских государств. В Париже редактировал газету «Зарубежная почта».
Член Королевской академии испанского языка. Почётный член Парижского литературного общества, член-корреспондент Чилийской академии языка (Сантьяго, Чили), член Академии Леона (Никарагуа).

## Творчество
Автор произведений разных литературных жанров, преимущественно, исторических романов, главной темой которых была жизнь в колониальной Гватемале. Его роман «Noveas Costumbristas» рассказывают о быте и обычаях гватемальского народа в колониальные времена и в первые годы после обретения независимости Гватемалы. Наиболее известные произведения:  «Дочь аделантадо» («La hija del Adelantado», 1866), «Назареяне» («Los Nazarenos», 1867), «Посетитель» («El visitador», 1867), сборник очерков и эссе «Картины нравов» (1865), «Книга без названия» («El libro sin nombre»; изд. 1883).

## Избранные публикации
- Don Bonifacio (поэма)

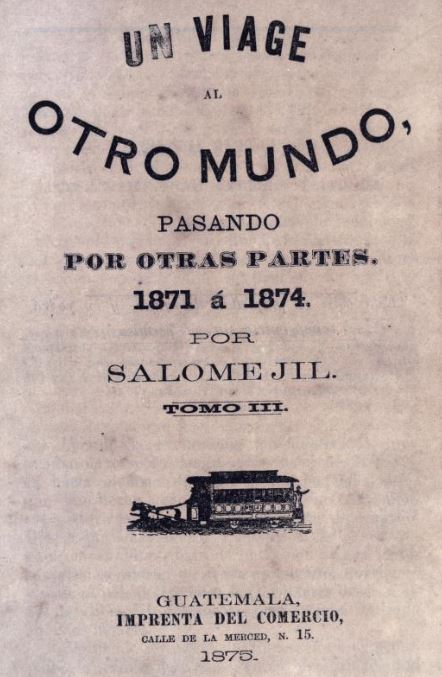
Фронтоспис романа Хосе Милла и Видарре «Un viaje al otro mundo pasando por otras partes». 1875

- La Hija del Adelantado (роман), 1866
- Los Nazarenos (роман)
- El Visitador (роман)
- Un viaje al otro mundo pasando por otras partes (2 тома)
- Memorias de un abogado (роман)
- El esclavo de don dinero (роман)
- Historia de un Pepe (роман)
- El canasto del sastre
- Libro sin nombre
- Historia de la America Central (2 тома)

Некоторые из своих работ подписал псевдонимом «Саломе Джил» (Salomé Jil).